# Kurskaja (stanice metra v Moskvě)

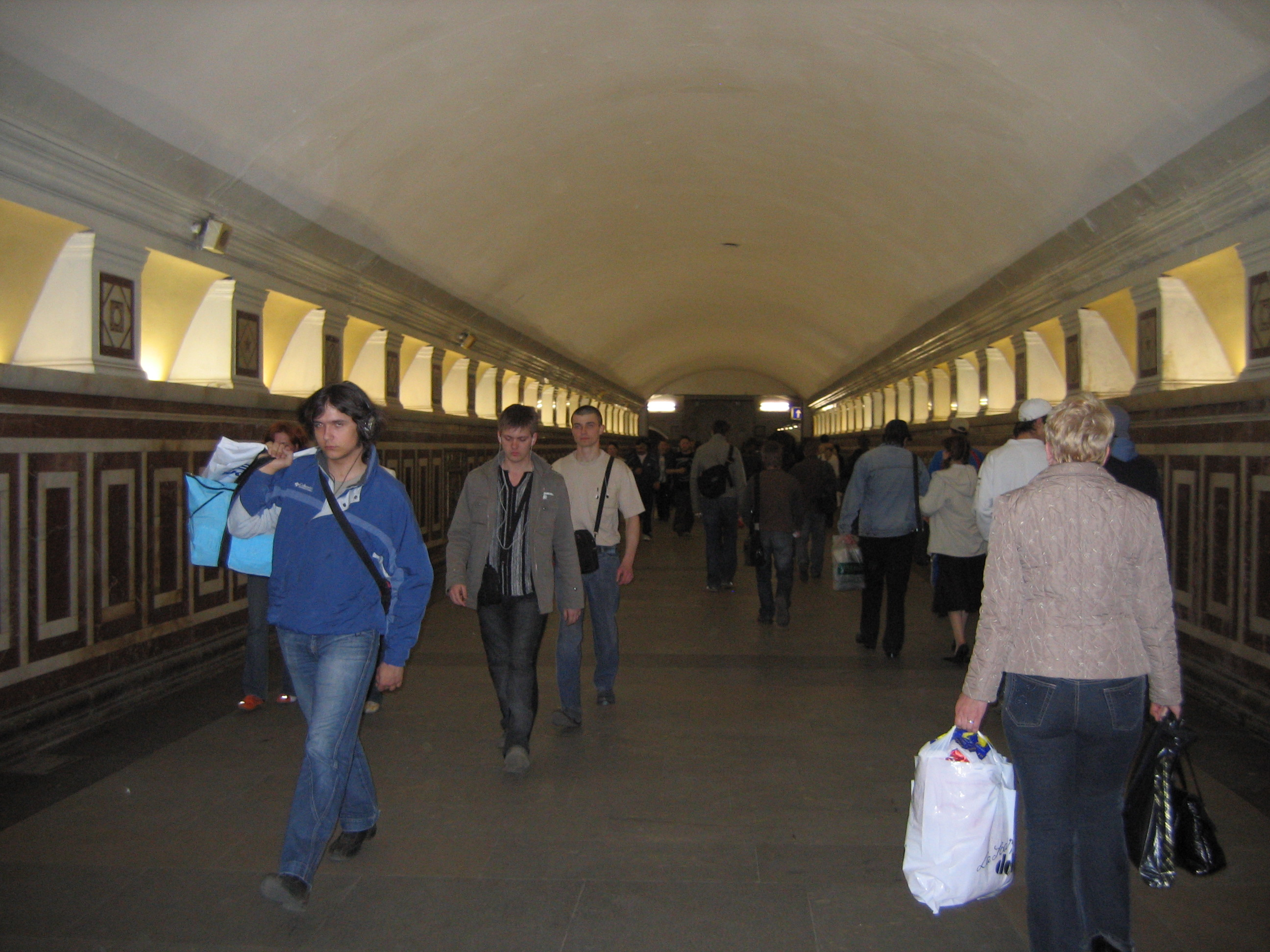
Přestupní chodba

Kurskaja (rusky Курская) je stanice moskevského metra. Nachází se na Kolcevské a Arbatské lince, jihovýchodním směrem od centra města. Název získala podle nedalekého Kurského nádraží.

## Charakter stanice
Kurskaja je podzemní, přestupní stanice. Tvoří ji dvě podzemní nástupiště, každé pro jednu linku, spojené dohromady přestupní chodbou vyvedenou ze středů obou dvou částí stanice. Kromě toho je sem napojena ještě stanice Čkalovskaja na Ljublinské lince, jež se nachází hlouběji než obě části této stanice.
První část, kterou tvoří nástupiště třetí linky, byla otevřena 13. března 1938. Založena je 30,7 m hluboko pod povrchem země. Vzhledem k použití tehdejších technologií jsou pilíře velmi široké, prostupy byly rozmístěny tedy daleko od sebe a stejně i jednotlivé lodě. Architektonické ztvárnění odpovídá době prvních stanic moskevského metra; na obklad stěn za nástupištěm je užita dlažba, pilíře obkládá mramor v tmavé barvě, stropy jsou omítnuté a osvětlení zajišťují zavěšené lampy.
Novější je část patřící Kolcevské lince, ta je však ale umístěna již více hluboko, přesněji 40 m pod zemí. Oproti staršímu nástupišti je její architektura již strožší, a to i přesto, že doba, v níž byla postavena, přála právě bohaté výzdobě v duchu socialistického realismu a pseudobaroka. Toto nástupiště je již konstruováno jako sloupová stanice s těsnějším kontaktem všech tří lodí mezi sebou. Obklad stěn i sloupů tvoří bílý mramor, na stěnách za kolejemi jsou v určitých rozestupech umístěné dekorativní reliéfy. Tato část stanice slouží od 1. ledna 1950, a po čtyři roky plnila funkci konečné stanice páté linky moskevského metra.